# Tadeusz Iskierka

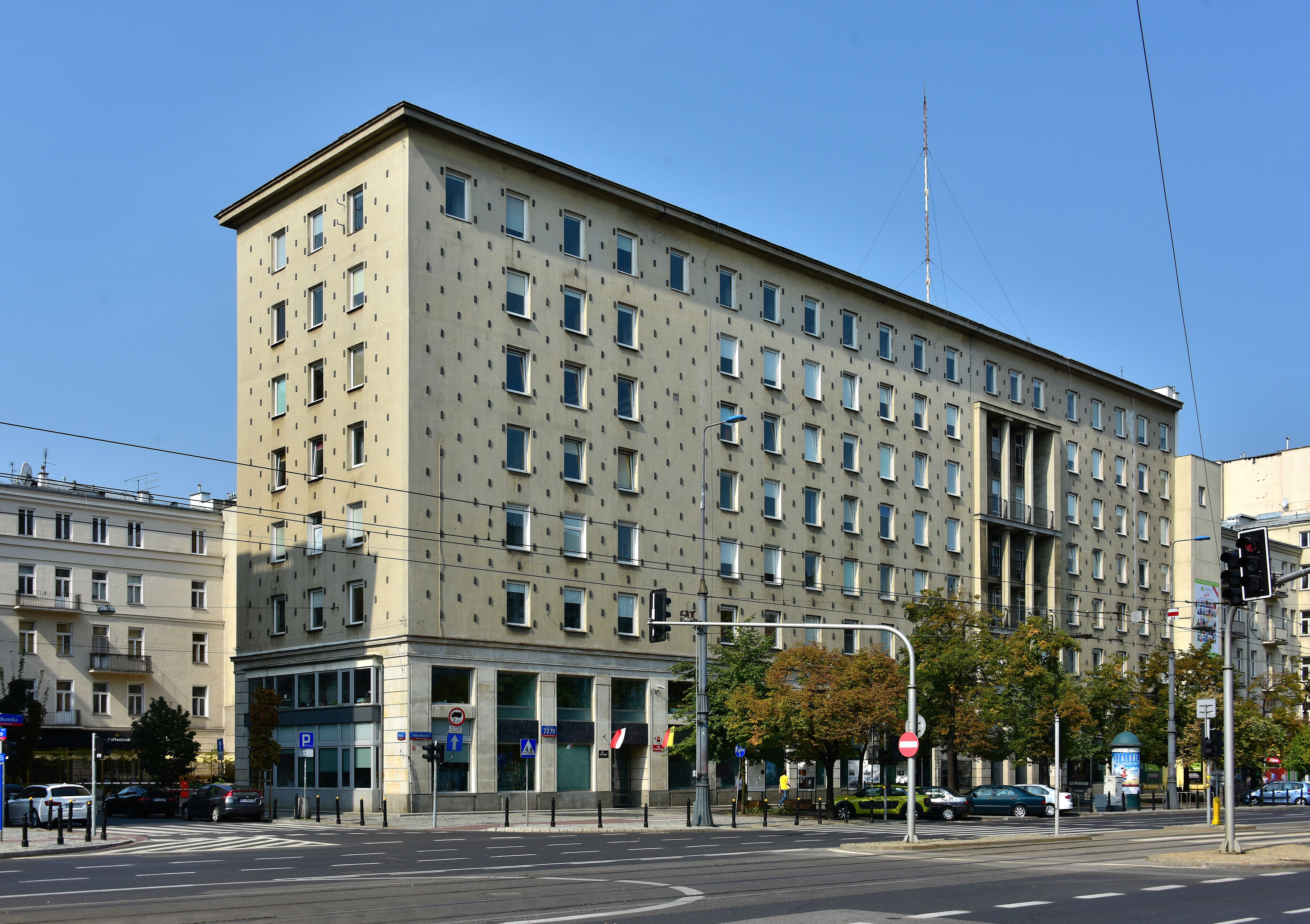
Budynek Centrali Ogrodniczej w Warszawie, widok od strony ul. Marszałkowskiej

Tadeusz Iskierka (ur. 6 października 1917 w Moskwie, zm. w Warszawie) – polski architekt i nauczyciel akademicki.

## Życiorys
Urodził się w Moskwie, dokąd podczas I wojny światowej jego rodzina tymczasowo przeniosła się z Warszawy. Zaraz po odzyskaniu niepodległości przez Polskę w 1918 Iskierkowie powrócili do Warszawy i zamieszkali na Woli.
W latach 1925–1931 uczęszczał do szkoły powszechnej przy ul. Żelaznej. Następnie uczył się w Państwowej Szkole Średniej Technicznej Kolejowej przy ul. Chmielnej 88/90 i przez rok w Gimnazjum dla Dorosłych przy ul. Złotej.
W 1936 rozpoczął studia na Wydziale Architektury Politechniki Warszawskiej (PW). W 1939 wyjechał do Belgradu i odbył tam praktykę budowlaną. Podczas okupacji niemieckiej Polski od jej początków do wybuchu powstania warszawskiego w 1944, w którym wziął udział, kontynuował studia konspiracyjne na PW. Jednocześnie przed powstaniem pracował w biurze Zakładów Ceramicznych „Pustelnik”. Studia ukończył już po wojnie w 1947. W późniejszym okresie został pracownikiem naukowym i wykładowcą na PW.
Jeszcze w lutym 1945 podjął pracę w Biurze Odbudowy Stolicy. Był projektantem w Wydziale Urbanistyki. Przystąpił także do złożonego z architektów BOS zespołu projektowego „Pingwiny”. Był współtwórcą projektu szkoły typowej, który został wykorzystany przy budowie tzw. szkół tysiąclecia. Oprócz działalności architektonicznej amatorsko zajmował się malarstwem. Jego akwarele przedstawiające architekturę Warszawy nierzadko publikowało pismo „Stolica”. Okazjonalnie pisywał w miesięczniku wydawanym przez SARP – „Architektura”
Należał do Stowarzyszenia Architektów Polskich (SARP). Był członkiem Oddziału Warszawskiego, w którego zarządzie zasiadał w okresie 1955–1956. Za swoją pracę otrzymał szereg odznaczeń i wyróżnień.
Po śmierci spoczął na cmentarzu Bródnowskim (kwatera 59A-3-22).

## Dokonania
- Biurowiec Wspólnoty Pracy w Warszawie przy ul. Żurawiej 4/4A (1947–1948)
- Odbudowa i przebudowa pałacu Stanisława Wołowskiego (obecnego Domu Stowarzyszenia Dziennikarzy Polskich) w Warszawie przy ul. Foksal 3 (1947–1951) – współautorzy: Czesław Duchnowski, Stefan Hołówko, Czesław Skolimowski i Włodzimierz Skolimowski
- Budynek Centrali Ogrodniczej w Warszawie przy ul. Wilczej 38/40 (1950) – współautorzy: Stefan Hołówko, Konstanty Kokozow, Mikołaj Kokozow, Bogumił Płachecki, Jerzy Wasilewski
- Dom wielorodzinny Głównego Instytutu Pracy w Warszawie przy ul. Noakowskiego 8 (1950–1953) – współautorzy: Stefan Hołówko, Konstanty Kokozow, Mikołaj Kokozow, Bogusław Płachecki, Jerzy Wasilewski
- Budynek na stadionie[5] Stali w Poznaniu (1956)
- Polski pawilon wystawowy na targach w Zagrzebiu (1956)

### Konkursy
- SARP nr 131 – Projekt urbanistyczny i koncepcyjny gmachu centrali Pocztowej Kasy Oszczędności w Warszawie (1946) – współautor: Stanisław Bieńkuński (zakupiony)
- Projekt gmachów Ministerstwa Bezpieczeństwa Publicznego w Warszawie (1948) – współautorzy: Stefan Hołówko, Konstanty Kokozow, Mikołaj Kokozow, Bogusław Płachecki i Jerzy Wasilewski (II nagroda)
- SARP nr 165 – Projekt Powszechnego Domu Towarowego w Warszawie (1948) – współautorzy: Stefan Hołówko i Mikołaj Kokozow (zakupiony)
- SARP nr 168 – Projekt rozwiązania architektoniczne gmachu Ministerstwa Skarbu w Warszawie (1948) – współautor: Zygmunt Lewański (II nagroda)
- SARP nr 171 – Projekt gmachu biurowego Centrali Tekstylnej w Łodzi (1948) – współautor: Stefan Hołówko (zakupiony)
- Projekt otoczenia „PAST-y” – I etap (1950) – współautor: Zygmunt Lewański (nagroda równorzędna)
- SARP nr 321 – Projekt szkoły podstawowej siedmioizbowej z zestawu elementów przydatnych do typizacji (1961) – współautorzy: zespół (wyróżnienie II stopnia równorzędne)

## Odznaczenia
- Złoty Krzyż Zasługi (1969)
- Srebrny Krzyż Zasługi
- Srebrna Odznaka SARP (1954, 1957)
- Odznaka 1000-lecia Państwa Polskiego
- Złota Odznaka „Odbudowa Warszawy”